# Sveriges Lärarförbund
Sveriges Lärarförbund (SL) var ett svenskt fackförbund som bildades 1963.

## Historik
Sveriges Lärarförbund bildades 1963 då Sveriges Folkskollärareförbund och Sveriges Folkskollärarinneförbund gick ihop. Från 1966 uppgick även Sveriges Småskollärarförbund i förbundet. Förbundet gick samma med Svenska Facklärarförbundet 1991 och bildade Lärarförbundet.

## Ordförande
- 1963–1967 Martin Widén
- 1967–1985 Hans Hellers
- 1986–1990 Solveig Paulsson